# 中島九郎
中島 九郎（なかじま くろう、1886年3月5日 - 1959年）は、日本の農学者・経済学者。農学博士。北海道大学名誉教授。札幌短期大学学長事務取扱。佐賀県出身

## 来歴
- 1904年北海道庁立札幌中学校（現・北海道札幌南高等学校）卒業を経て札幌農学校予科入学
- その後、同本科に編入
- 1910年東北帝国大学農科大学卒業

1910年東北帝国大学農科大学助手、1912年同助教授を経て、1922年北海道帝国大学農学部教授（農政学・農業経済学を担当）
- 1948年北海道大学を停年退官。同名誉教授[4]。札幌文科専門学院客員教授（経済史・北海道経済論などを担当）
- 1950年札幌短期大学商業科客員教授。明和学園理事
- 1953年苫米地英俊学長退任に伴い札幌短期大学学長事務取扱に就任。
- 1953年札幌短期大学を依願退職[5]
- 1959年逝去

この他、北海学院兼任教授も務めた。

## 研究領域
大正から昭和前期にかけて農政学の第一人者。農業経済学にも精通。恩師は、上原轍三郎。また、北大史のパイオニアで、『北海道帝國大學沿革史』という北大の通史編集や『佐藤昌介』等の北大著名人の人物伝を執筆した。

## 主著
- 『日支移民問題の解剖 : 對米』（巖松堂書店, 1924年）
- 北海道帝國大學編輯『創基五十年記念北海道帝國大學沿革史』（北海道帝國大學, 1926年）
- 『貧乏の原因と其の影響』（時習會, 1929年）
- 『農村問題』（帝國公民教育協會, 1932年）
- 『北海道の農業史について』（札幌中央放送局, 1940年）
- 『佐藤信淵の思想』（北海出版社, 1941年）
- 日本放送協會札幌中央放送局編輯『北海道文化史考』（日本放送出版協会, 1942年）
- 『佐藤昌介』（川崎書店新社, 1956年）
- 『札幌90年 : 物的篇・人物篇』（デーリイタイムス社, 1958年）